# Gastão Brun
Gastão d'Avila Melo Brun (Niterói, 13 de octubre de 1944) es un deportista brasileño que compitió en vela en la clase Soling. Es hermano del también regartista Vicente Brun.
Ganó tres medallas en el Campeonato Mundial de Soling entre los años 1977 y 1981.

## Palmarés internacional
| Campeonato Mundial | Campeonato Mundial      | Campeonato Mundial | Campeonato Mundial |
| Año                | Lugar                   | Medalla            | Clase              |
| ------------------ | ----------------------- | ------------------ | ------------------ |
| 1977               | Hankø (Noruega)         | Medalla de bronce  | Soling             |
| 1978               | Río de Janeiro (Brasil) | Medalla de oro     | Soling             |
| 1981               | Anzio (Italia)          | Medalla de oro     | Soling             |